# Заметіль (фільм)
«Заметіль» (рос. «Метель») — радянський художній фільм Володимира Басова, знятий в 1964 році. Екранізація однойменної повісті Олександра Пушкіна.

## Сюжет
Марія Гаврилівна була вихована на французьких романах, і відповідно була закохана. Предмет, обраний нею, був бідний армійський прапорщик, який перебував у відпустці в своєму селі. Само собою зрозуміло, що молодий чоловік палав такою ж пристрастю, а батьки його коханої, помітивши їхню взаємну схильність, заборонили дочці про нього думати… Але Марію Гаврилівну це не зупиняє, і вони з Володимиром вирішують втекти, таємно обвінчатися і чекати, коли батьки їх благословлять. Марія Гаврилівна залишає батькам лист і їде. Але, приїхавши вінчатися, вона почувається недобре. А Володимир, виїхавши на санях, запряжених конем, через сильну заметіль збивається зі шляху і приїжджає з великим запізненням, вже під ранок. На той час церква порожня: Марію Гаврилівну помилково повінчали з якимось іншим офіцером, що опинилася в цій церкві випадково; під час церемонії вона помічає підміну і непритомніє, а новоспечений «чоловік» поспішно ретирується. Повернувшись додому, Маша спалює лист, після чого захворює і два тижні знаходиться «біля краю труни». Володимир більше не робить спроб зустрітися з Машею, вважаючи, що не гідний її, і незабаром вирушає на війну 1812 року, на якій героїчно гине. Через приблизно три роки від початку історії в оточенні Марії Гаврилівни (батько на той час вже помер, зробивши дочку спадкоємицею маєтку) з'являється полковник Бурмін, Марія Гаврилівна в нього закохується і в сцені пояснення дізнається, що він і є той самий офіцер, з яким вона колись обвінчалася, і що він теж відчуває до неї ніжні почуття. Маша і Бурмін щасливі.

## У ролях
- Валентина Титова — Марія Гаврилівна Р.
- Олег Відов — Володимир, прапорщик
- Георгій Мартинюк — Бурмін, гусар
- Марія Пастухова — Парасковія Петрівна
- Сергій Папов — Гаврило Гаврилович
- Володимир Маренков — Терешко
- Сергій Плотников — священик
- Ніна Вільвовская — дівчина
- Олександра Данилова — економка
- Ігор Іванов — епізод
- Анатолій Ігнатьєв — Дравін
- Дмитро Орловський — слуга Бурміна
- Микола Прокопович — Шміт
- Микола Бурляєв — улан
- Серафим Зайцев — старий
- Антоніна Кончакова — дама на балу
- Валентина Ушакова — дама на балу
- Серафима Холіна — городянка
- Микола Юдін — слуга на балу
- Яків Смоленський — текст від автора

## Знімальна група
- Автор сценарію і режисер —  Володимир Басов
- Оператор —  Сергій Вронський
- Художник-постановник —  Євген Куманьков
- Художник по костюмах —  Лідія Наумова
- Композитор —  Георгій Свиридов
- Звукооператори — Григорій Коренблюм,  Олександр Рябов
- Оператор комбінованих зйомок — Микола Васильков